# Kalamari
Kalamari é um cantor da Eslovénia.

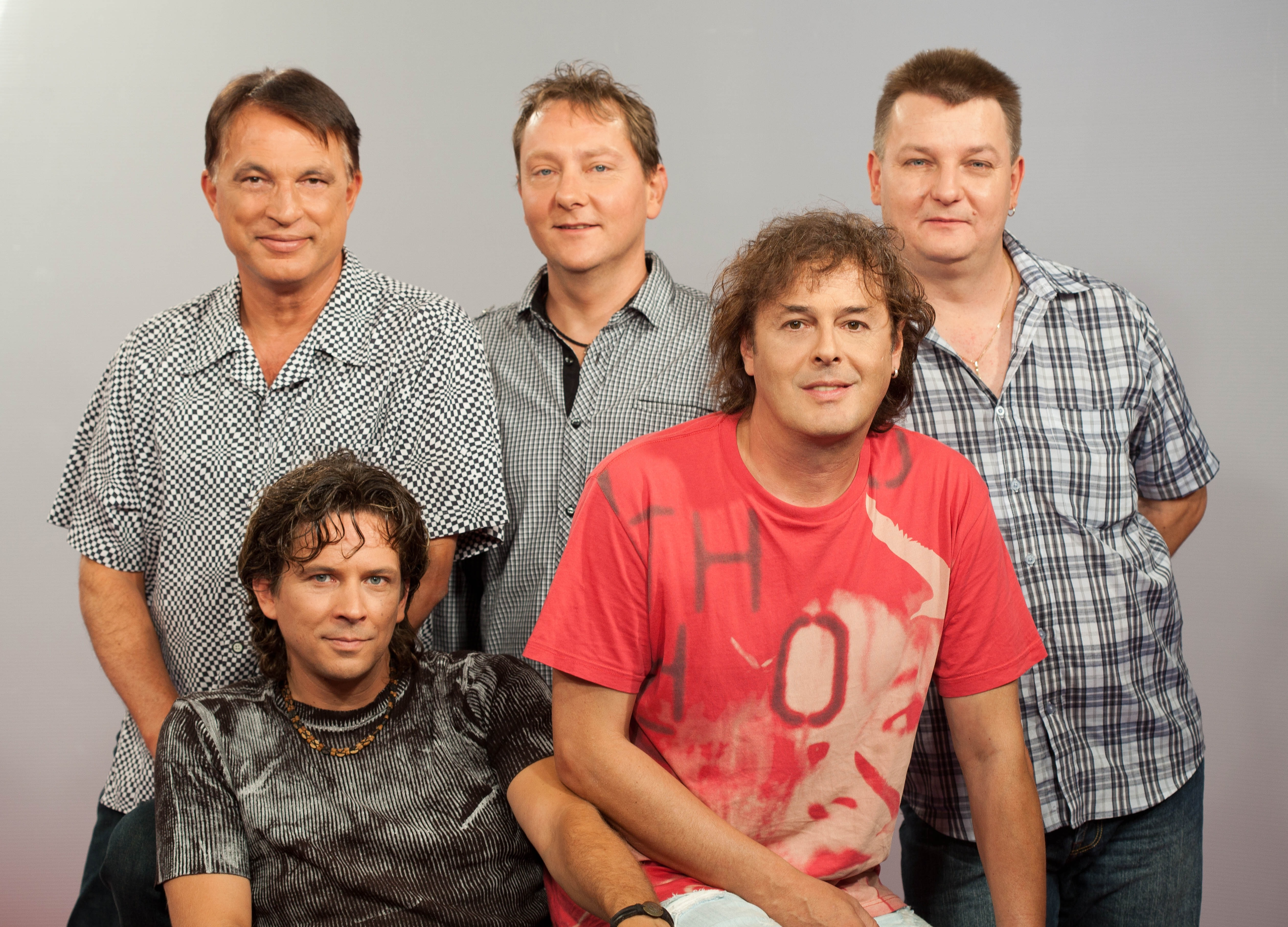
Kalamari em 2010

Irá representar o seu país, a Eslovénia, no Festival Eurovisão da Canção 2010, em Oslo, Noruega, juntamente com Roka Žlindre, com a música Narodnozabavni rock, cantada exclusivamente em esloveno.